# Parvalbumin
Parvalbumin je albuminový protein, který váže vápník s nízkou molekulovou hmotností (obvykle 9-11 kDa).
Má tři motivy EF-ruky a strukturálně souvisí s kalmodulinem a troponinem C. Parvalbumin se nachází v rychle se stahujících svalech, kde jsou jeho hladiny nejvyšší, stejně jako v mozku a některých endokrinních tkáních.
Parvalbumin je malý, stabilní protein obsahující vazebná místa vápníku typu EF-ruky. Podílí se na signalizaci vápníku. Typicky je tento protein rozdělen do tří domén, domén AB, CD a EF, z nichž každá jednotlivě obsahuje motiv helix-loop-helix. V doméně AB je delece dvou aminokyselin v oblasti smyčky, zatímco domény CD a EF obsahují N-terminál a C-terminál.
Vápník vážící proteiny hrají roli v mnoha fyziologických procesech, zejména v regulaci buněčného cyklu, produkci druhého messengeru, svalové kontrakci, organizaci mikrotubulů a fototransdukci. Proto proteiny vážící vápník musí rozlišovat vápník i v přítomnosti vysokých koncentrací jiných kovových iontů. Mechanismus selektivity vápníku byl rozsáhle studován. Změny ve funkci neuronů exprimujících parvalbumin byly zapojeny do různých oblastí klinického zájmu, jako je Alzheimerova choroba, autismus, schizofrenie, kognitivní poruchy související s věkem a některé formy rakoviny.

## Lokalizace a funkce
|  |  |

### Parvalbumin v nervové tkáni
Parvalbumin (PV) je přítomen v GABAergických interneuronech v nervovém systému, zejména v retikulárním thalamu,  a je exprimován převážně tzv. "lustrovými" (chandeler) a košovými (basket) buňkami v kůře. V mozečku je PV exprimován v Purkyňových buňkách a interneuronech molekulární vrstvy.  V hippocampu jsou interneurony PV rozděleny do košových, axo-axonických, bistratických a oriens-lacunosum moleculare (O-LM) buněk, přičemž každý podtyp je zaměřen na odlišné domény pyramidálních buněk . 
PV interneuronové spojení je většinou perisomatické (kolem buněčného těla neuronů). Většina FV interneuronů má rychlé Akční potenciály, také se předpokládá, že způsobují gama vlny zaznamenané v EEG .
Interneurony exprimující PV představují přibližně 25% GABAergických buněk v DLPFC primátů .   Dalšími proteiny vázajícími se na vápník jsou kalretinin (nejhojnější podtyp v DLPFC, asi 50%) a calbindin . Interneurony jsou také rozděleny do podskupin expresí neuropeptidů, jako je somatostatin, neuropeptid Y, cholecystokinin

## Patologie
Snížená exprese PV a GAD67 byla nalezena u PV + GABAergických interneuronů u schizofrenie .  PV byla identifikována jako alergen způsobující alergii na ryby . 